# Páczelt István
Páczelt István (Nyírparasznya, 1939. augusztus 22. –) Széchenyi-díjas magyar gépészmérnök, a Miskolci Egyetem egyetemi tanára, a Magyar Tudományos Akadémia rendes tagja.

## Kutatási területe
A végeselem módszer, érintkezési feladatok és szerkezeti optimalizálás.

## Életpályája
Felsőfokú tanulmányait 1957-ben kezdte a miskolci Nehézipari Műszaki Egyetemen, ahol gépészmérnöki oklevelét 1962-ben kapta meg. Végzés után az Egyetem Mechanikai tanszékén maradt tanársegédként. 1966-tól 1969-ig PhD hallgató volt a Leningrádi Műszaki Egyetemen, ahol kandidátusi értekezését 1969-ben védte meg, orosz nyelvű disszertációjának címe: Deformacija toroobraznoj obolocski na uprugom vinklerovszkom ostnoványii. Kandidátusi címét 1970-ben honosították, ez alapján a műszaki doktori címet is elnyerte. 1969-ben adjunktussá nevezték ki. Ezt követően 1971-ben megkapta az egyetemi docensi címet. 1982-től egy évig a Gépészmérnöki Kar dékánhelyettese volt. A műszaki tudomány doktora fokozatot 1982-ben szerezte meg, disszertációjának címe Rugalmas rendszerek érintkezési feladatának vizsgálata volt. 1983-ban egyetemi tanári címet kapott és a Gépészmérnöki Kar dékánja lett, amely feladatot egészen 1994-ig betöltötte. 1993-ban lett a Mechanikai Tanszék vezetője, amit tíz évig látott el. 2000-től 2004-ig a Miskolci Egyetem általános rektorhelyettese volt.
A tanszék oktatási-kutatási területéhez igazodva a mechanika szakterületén végezte munkáját. Tevékenységével az évtizedek során jelentős mértékben hozzájárult a tudományterület fejlődéséhez, új variációs elveket, számítási módszereket dolgozott ki. Elméleti eredményeire alapozva számos, a gyakorlat számára fontos végeselem módszeren alapuló számítógépi programot hozott létre munkatársaival. Iskolateremtő munkásságával, a numerikus mechanika fejlesztésével és a nemzetközi tudományos kapcsolatok szélesítésével kapcsolatos munkásságát számos elismeréssel jutalmazták.( Szent-Györgyi Albert-díj (1993), Herman Ottó-díj, Pattantyús Ábrahám Géza-díj, Széchenyi-díj (1999), Gábor Dénes-díj (2001). 1987-ben lett a Magyar Tudományos Akadémia levelező tagja. Székfoglaló előadásának címe: „A számítástechnika szerepe az érintkezési feladatok vizsgálatában”. Az Akadémia rendes tagja 1995-ben lett (A numerikus mechanika szerepe a mérnöki gyakorlatban). 1994-ben a Harkivi Műszaki Egyetem tiszteletbeli doktorává választotta. Miskolc városa is kitüntette: 2004-ben Pro Urbe díjat kapott.
Munkássága során számos külföld tanulmányúton vett részt, például 1977-ben Keldis-ösztöndíj keretében posztdoktori kutatómunkát végzett a SZUTA Mechanikai Problémák Intézetében, 1996-ban a Magdeburgi Egyetemen meghívására vendégprofesszor volt három hétig, ugyanez év végén hathetes kutatómunkán vett részt a Washington University-n, St. Louis-ban, 2001-ben és 2002-ben pedig a varsói Lengyel Tudományos Akadémia Alapvető Technológiák Intézetében végzett kutatómunkát.

## Családja
Nős, két gyermeke van: Nóra könyvtáros, István gépészmérnök.

## Szakmai közéleti tevékenysége
- 1962-től a Gépipari Tudományos Egyesület tagja, 1989–1998 az Ifjúsági fórum elnöke.
- 1972-től az MTA Műszaki Mechanikai Bizottságának, majd az Elméleti és Alkalmazott Mechanikai Bizottság tagja.
- 1983–1989 a GKFT (Gépészeti és Kutatási Fejlesztési Társaság) Igazgató Tanácsának tagja, 1986-ban elnöke.
- 1985–1990 az Ipari Minisztérium, az Országos Műszaki Fejlesztési Bizottság különböző bizottságainak tagja illetve elnöke.
- 1987-től a Miskolci Akadémiai Bizottság (MAB) tagja.
- 1987-től az MTA Műszaki Osztályának tagja.
- 1993 és 1995 között a Tudományos Minősítő Bizottság tagja.
- 1995–97 között az OTKA Építészeti-, Közlekedési Szakbizottságának tagja.
- 1987-től a MAB Gépészeti Szakbizottság tagja, 1989-től elnöke.
- 1999–2005 az MTA Műszaki Osztály Gépészeti Szakcsoportjának a vezetője.
- 2002–2008 az MTA Miskolci Területi Bizottság elnöke.
- Az American Society of Mechanical Engineers tagja.
- A Central European Association for Computational Mechanics tagja.
- Az International Federation of Hungarian Engineers tagja.

## Díjai, elismerései
- Szent-Györgyi Albert-díj (1993)
- Herman Ottó-díj
- Pattantyús Ábrahám Géza-díj
- A Harkivi Műszaki Egyetem tiszteletbeli doktora (1994)
- Széchenyi-díj (megosztva, 1999)
- Gábor Dénes-díj (2001)
- Pro Urbe Miskolc díj (2004)
- Szilárd Leó ösztöndíj (2005)
- A Magyar Köztársasági Érdemrend középkeresztje (2009)

## Válogatás fontosabb tudományos munkáiból
- Páczelt I.: Solution of elastic contact problems by the finite element displacement method, Acta Technica Acad. Sci. Hungaricae, 82 (3–4), (1976) p. 353–375.
- Páczelt I.: Érintkezési feladatok tárgyalása variációs elvekkel. Műszaki Tudomány, 56, pp. 237–261. (1978).
- Páczelt I.: Gépészeti érintkezési problémák számítógépes vizsgálata. Géptervezők VIII. Országos Szemináriuma. Miskolc, Magyarország, 1991. ME, pp. 180–186.
- Alszerkezetes végeselem programrendszer (FEM-3D) fejlesztése az ipar és oktatás részére (IBM PC, mVAX), a munkák vezetése (1986–1991).
- Páczelt I. – Szabó T.: Optimal shape design for contact problems, Structural Optimization 7(1/2), (1994), p. 66–75.
- Páczelt I.: Végeselem-módszer a mérnöki gyakorlatban I. kötet, Miskolci Egyetemi Kiadó, 1999, 450 p.
- Páczelt I. – Pere B.: Investigation of contact wearing problems with hp-version of the Finite Element Method, Proceedings Thermal Stress'99, June 13-17, 1999, Cracow, Poland, Edited by J.J. Skrzypek and R.B. Hetnarski, Cracow University of Technology, p. 81–84.
- Páczelt I. – Szabó B. – Szabó T.: Solution of Elastic Contact Problems by the p-Version of the Finite Element Method, Computers and Mathematics with Applications. 38 No. 9–10, (2000), p. 49–69.
- Páczelt I.: Iterative methods for solution of contact optimization problems, Arch. Mech., 52, No. 4–5, (2000), p. 685–711.
- Páczelt I. – Baksa A.: Wearing process of the rolling elements of an underslung crane. Proceedings of the International Conference on Metal Structures ICMS-03. Miskolc, Magyarország (2003).
- Paczelt I. – Baksa A. – Szabó T.: Product design using a contact-optimization technique. Strojinski Vestnik-Journal of Mechanical Engineering 53, (7–8) pp. 442–461. (2007).
- Páczelt I. – Mróz Z.: On the analysis of steady state sliding wear processes, Tribology International 42, pp. 275–283. (2009).